# Dipòsit de Massoteres
El Dipòsit de Massoteres és una torre d'aigua circular en un punt elevat del poble de Massoteres. Aquesta construcció està formada per tres cossos verticals que s'estrenyen lleugerament en la mesura que s'eleven. A la part inferior es pot observar un sòcol de pedra irregular ben treballada i una porta rectangular amb una motllura esgraonada; damunt d'aquesta porta s'obra una finestra rectangular horitzontal amb llinda i ampit.
El segon cos es divideix de l'anterior per mitjà d'una cornisa que té dos nivells, el superior més ample que el que precedeix. Aquest segon cos no presenta cap tipus d'obertura i el diàmetre es manté constant. El dipòsit està coronat per un tercer cos circular molt més petit, que té quatre obertures quadrangulars i un pinacle en forma de flama. Aquesta construcció es troba completament arrebossada i pintada de color blanc.